# 大田村 (埼玉県入間郡)
大田村（おおたむら）は、埼玉県入間郡に存在した村。

## 沿革
村名は南大塚村・大塚新田の大、豊田本村・豊田新田の田を組み合わせて大田村となった。

### 歴史
- 1889年（明治22年）4月1日 - 大塚新田村、南大塚村、豊田本村、豊田新田、池辺村が合併して大田村が発足。
- 1943年（昭和18年）11月3日 - 大田村と日東村が合併し、大東村が発足。大田村は消滅。
- 1955年（昭和30年）4月1日 - 大東村は川越市に編入され、消滅。

### 村域の変遷
| 1868年 以前 | 1868年 以前 | 1879年 (明治12) | 1889年 (明治22) 4月1日 | 1943年 (昭和18) 11月3日 | 1955年 (昭和30) 4月1日 | 現在   |
| ----------- | ----------- | --------------- | ---------------------- | ----------------------- | ---------------------- | ------ |
|             | 豊田新田    | 豊田新田        | 大田村                 | 大東村                  | 川越市 に編入          | 川越市 |
|             | 豊田本村    |                 | 大田村                 | 大東村                  | 川越市 に編入          | 川越市 |
|             | 池辺村      |                 | 大田村                 | 大東村                  | 川越市 に編入          | 川越市 |
|             | 大塚村      | 南大塚村        | 大田村                 | 大東村                  | 川越市 に編入          | 川越市 |
|             | 大塚新田村  |                 | 大田村                 | 大東村                  | 川越市 に編入          | 川越市 |

## 交通

### 鉄道
- 西武鉄道
  - 新宿線
    - 南大塚駅

## 参考資料
- 角川日本地名大辞典